# Agłona (novads)
Agłona (łot.: Aglonas novads) – jeden z łotewskich novadsów, funkcjonujący w latach 2009–2021.

## Historia
Novads powstało na terenach należących przed 2009 do rejonów: Krasław oraz Preiļi.
W skład novadsu wchodziły cztery pagastsy: Aglona, Grāveri, Kastuļina i Šķeltova. Jego stolicą została wieś Agłona.
Zlikwidowany w ramach reformy administracyjnej 30 czerwca 2021. Pagasts Aglona włączono w skład novadsu Preiļi, natomiast pozostałe pagastsy trafiły do novadsu Krasław.